# Pierpont (Dakota Południowa)
Pierpont – miasto w Stanach Zjednoczonych, w stanie Dakota Południowa, w hrabstwie Day.